# Залужница
Залужница је насељено мјесто у Лици, у општини Врховине, Личко-сењска жупанија, Република Хрватска.

## Географија
Налази се на путу Оточац ― Кореница. Источно се налазе Врховине, западно је Оточац, а сјеверно од Залужнице је мјесто Дољани. Залужница је од Врховина удаљена око 5 км, а од Оточца око 11 км.

## Историја
До територијалне реорганизације у Хрватској насеље се налазило у саставу бивше општине Оточац. Залужница се од распада Југославије до августа 1995. године налазила у Републици Српској Крајини.

## Култура

### Парохија
У Залужници је сједиште истоимене парохије Српске православне цркве. Парохија Залужница припада Архијерејском намјесништву личком у саставу Епархије Горњокарловачке. У Залужници се налази храм Српске православне цркве Св. апостола Петра и Павла саграђен 1770. године, а оштећен у Другом свјетском рату. Обновљен је 1987. године. Парохију сачињавају: Челина, Бракусова Драга и Подхум.

### Школа
У Залужници је била најстарија школа у Лици за вријеме Војне крајине, основана 1746. године.

## Становништво
Према попису становништва из 2001. године, Залужница је имала 98 становника. Залужница је према попису из 2011. године имала 220 становника.
| Националност       | 1991. | 1981. | 1971. | 1961. |
| Срби               | 500   | 548   | 710   | 779   |
| Југословени        | 2     | 14    |       |       |
| Хрвати             | 5     | 5     | 6     | 12    |
| Муслимани          | 1     |       | 1     |       |
| остали и непознато | 10    | 4     |       |       |
| Укупно             | 518   | 571   | 717   | 791   |

| Демографија | Демографија | Демографија |
| Година      | Становника  | Становника  |
| ----------- | ----------- | ----------- |
| 1961.       | 791         |             |
| 1971.       | 717         |             |
| 1981.       | 571         |             |
| 1991.       | 518         |             |
| 2001.       | 98          |             |
| 2011.       |             | 220         |

## Попис 1991.
На попису становништва 1991. године, насељено место Залужница је имало 518 становника, следећег националног састава:
| Попис 1991.‍  | Попис 1991.‍  | Попис 1991.‍ | Попис 1991.‍ | Попис 1991.‍ |
| ------------ | ------------ | ----------- | ----------- | ----------- |
|              |              |             |             |             |
| Срби         | Срби         |             | 500         | 96,52%      |
| Хрвати       | Хрвати       |             | 5           | 0,96%       |
| Југословени  | Југословени  |             | 2           | 0,38%       |
| Муслимани    | Муслимани    |             | 1           | 0,19%       |
| неопредељени | неопредељени |             | 1           | 0,19%       |
| непознато    | непознато    |             | 9           | 1,73%       |
| укупно: 518  |              |             |             |             |

## Познате личности
- Јоксим Новић-Оточанин, српски писац
- Данило Бракус, свештеник Српске православне цркве
- Момчило Поповић, народни херој Југославије
- Миле Бракус (1915—2007), личко-кордунашки корпус